# Tolefors-Lagerlunda
Tolefors-Lagerlunda este o arie protejată (arie specială de conservare — SAC, sit de importanță comunitară — SCI) din Suedia întinsă pe o suprafață de 38,4 ha, integral pe uscat.

## Localizare
Centrul sitului Tolefors-Lagerlunda este situat la coordonatele 58°23′41″N 15°28′42″E / 58.3948°N 15.4784°E.

## Înființare
Situl Tolefors-Lagerlunda a fost declarat sit de importanță comunitară în iulie 2000 pentru a proteja 4 specii de animale. Situl a fost protejat și ca arie specială de conservare în martie 2011.

## Biodiversitate
Situată în ecoregiunea boreală, aria protejată conține 2 habitate naturale: Cursuri de apă de la nivel de câmpie la nivel montan, cu vegetație Ranunculion fluitantis și Callitricho-Batrachion, Pășuni din zone de pădure fino-scandinave.
La baza desemnării sitului se află mai multe specii protejate:
- nevertebrate (2): Anthrenochernes stellae, Unio crassus
- pești (2): zvârluga (Cobitis taenia), zglăvoacă (Cottus gobio)